# Chiesa della Sacra Famiglia (Schio)
La chiesa della Sacra Famiglia di Schio (anche chiesa delle Canossiane) è un edificio sacro, collocato in via Fusinato. È conosciuta anche come santuario di santa Bakhita, dato che la santa ha qui vissuto e prestato servizio in vita, mentre oggi ne sono conservate le spoglie. Annesso alla chiesa il convento delle suore canossiane. 

## Storia
L'imminente insediamento presso Schio della Congregazione Figlie della Carità Canossiana, previsto verso la metà dell'Ottocento, su interessamento di monsignor Alessandro Garbin, determinò la costruzione della chiesa della Sacra Famiglia, su progetto di Bartolomeo Folladore. 
La posa della prima pietra avvenne nel giugno 1850 e nell'arco di due anni circa tutta la parte posteriore era già edificata. Le suore Canossiane giunsero a Schio nel luglio del 1864, ma si insediarono in un edificio ancora grezzo e non completato, reso persino inagibile ai fedeli per questioni di sicurezza.
La mancanza di fondi bloccò infatti il prosieguo dei lavori presso la costruzione: essi ripresero solamente nel 1899 sotto la direzione di Gioacchino, figlio di Bartolomeo, il progettista della chiesa. L'edificio venne così completato nell'arco di due anni, anche se la facciata rimase incompiuta per la mancata realizzazione del pronao inizialmente previsto. La chiesa venne inaugurata nell'ottobre 1901.
L'edificio sacro e l'annesso convento diede ospitalità nella prima metà del Novecento a santa Giuseppina Bakhita, beatificata nel 1992 e canonizzata nel 2000: in occasione della beatificazione venne rinnovato l'apparato decorativo interno della chiesa.

## Descrizione

### Esterno
La chiesa della Sacra Famiglia è preceduta da un piccolo giardinetto delimitato da una cancellata in ferro battuto.
L'edificio, ispirato, anche nelle proporzioni, al Pantheon di Roma, è a pianta centrale e sormontato da una cupola rivestita in rame; ai lati si sviluppano simmetricamente i corpi a due piani della struttura conventuale, ritmati da finestre rettangolari sormontate da un frontone ad arco ribassato.
La facciata, incompiuta, si presenta allo stato grezzo con cocci e pietrame a vista dove spiccano, al fianco del portale d'ingresso, le due nicchie destinate al posizionamento di statue, ma sempre rimaste vuote: secondo il progetto originale la chiesa doveva infatti esser preceduta da un classico atrio, che non venne mai realizzato.
La facciata posteriore presenta un timpano affiancato da due corti campaniletti.

### Interno
Come già accennato la chiesa riprende le proporzioni del Pantheon romano, ridotte però ad un terzo: ha un diametro di 14,5 metri, misura ripresa anche rispetto all'altezza della cupola da terra.
La costruzione è ritmata da quattro grandi archi uguali, uno rivolto verso l'ingresso, quelli laterali che vanno a definire i due altari minori, uno dedicato all'Addolorata e l'altro a Maddalena di Canossa, infine quello che inquadra il presbiterio con l'altare maggiore completato da un ciborio con colonne corinzie. Nella parte alta dell'aula quattro nicchie rettangolari contengono altrettanti episodi evangelici monocromi (Natività, Presentazione di Gesù al tempio, Fuga in Egitto, San Giuseppe falegname con la Sacra Famiglia), opera di Giuseppe Mincato.
La cupola, decorata a cassettoni e dotata di un lucernario circolare al centro, è sorretta da sedici colonne binate di ordine corinzio.
La chiesa custodisce un'urna bronzea con le spoglie di santa Giuseppina Bakhita ed un arazzo del 1992 rappresentante la Beatificazione di madre Bakhita.
Nell'annesso convento un piccolo museo raccoglie testimonianze e oggetti appartenuti alla santa sudanese.